# José Luis Navarro Martínez
José Luis Navarro Martínez (Madrid, 28 de juliol de 1962) és un ciclista espanyol, ja retirat, que va ser professional entre 1984 i 1991. Els seus principals èxits esportius foren el Campionat d'Espanya de ciclisme en ruta de 1985 i el mallot de la muntanya del Giro d'Itàlia del mateix any.

## Palmarès
- 1983
  - 1r a la Volta a Lleida
  - Vencedor d'una etapa de la Volta a Burgos
- 1984
  - 1r a la Klasika Primavera
  - 1r al Memorial Manuel Galera
- 1985
  -  Campió d'Espanya de ciclisme en ruta
  -  1r de la classificació de la muntanya al Giro d'Itàlia
  - Vencedor d'una etapa de la Tirrena-Adriàtica
- 1986
  - 1r als Sis dies de Madrid (amb Gerrie Knetemann)

### Resultats a la Volta a Espanya
- 1984. 31è de la classificació general
- 1985. 10è de la classificació general
- 1986. Abandona (5a etapa)
- 1987. 58è de la classificació general
- 1989. 91è de la classificació general
- 1990. 99è de la classificació general
- 1991. Abandona (2a etapa)

### Resultats al Tour de França
- 1987. 113è de la classificació general

### Resultats al Giro d'Itàlia
- 1985. 19è de la classificació general.  1r de la classificació de la muntanya